# Chênehutte-Trèves-Cunault
Chênehutte-Trèves-Cunault är en kommun i departementet Maine-et-Loire i regionen Pays de la Loire i nordvästra Frankrike. Kommunen ligger i kantonen Gennes som tillhör arrondissementet Saumur. År 2018 hade Chênehutte-Trèves-Cunault 995 invånare.

## Befolkningsutveckling
Antalet invånare i kommunen Chênehutte-Trèves-Cunault
| Referens: INSEE |